# Mihnea II Poturczeniec
Mihnea Poturczeniec (rum. Mihnea Turcitul; ur. 1564, zm. 1601) – hospodar wołoski 1577–1583 i 1585–1591 z dynastii Basarabów.
Był synem hospodara wołoskiego Aleksandra Mirczy. Zastąpił na tronie wołoskim swego ojca w 1577. Walczył z opozycją bojarską, próbował nałożyć podatki na duchowieństwo. Został usunięty na życzenie Francji, jednak wobec zbyt dużej samodzielności swego następcy wkrótce przywrócony na tron przez Turków. Nie spełniwszy pokładanych w nim oczekiwań, został jednak ostatecznie usunięty w 1591.
Przeszedł wówczas na islam (stąd jego przydomek) i otrzymał w zarząd sandżak Nikopola.